# Podvozje zrakoplova
U zrakoplovstvu podvozje je dio zrakoplova namijenjen za njegovo sigurno polijetanje, slijetanje i kretanje (rulanje) po tlu. Podvozje obično sačinjavaju kotači s amortizerima. Podvozje mogu biti i plovci za slijetanje na vodene površine (amfibije, hidroavioni) ili skije za slijetanje na snijeg ili led.

## Način ugradnje
Prema mjestu ugradnje postoje dvije vrste podvozja:
- konvencionalno, gdje su noge glavnog podvozja postavljene ispred centra težišta zrakoplova i s ugrađenim (puno manjim) repnim kotačem ili skijom.
- tricikl, konstrukcija koja se danas najčešće koristi, gdje su noge glavnog podvozja postavljene iza centra težišta zrakoplova, i s ugrađenom nosnom nogom.

S avionima koji imaju repni kotač puno je teže sletjeti i uzletjeti te piloti moraju proći dodatnu obuku. Ponekad se ispod repnog dijela trupa ugrađuje mali kotač (ili skija) i na avionima s nosnom nogom. On sprječava oštećenje na tom dijelu trupa u slučaju naglog podizanja nosa aviona tijekom uzlijetanja.

## Uvlačeće podvozje
Radi velikog otpora koji stvara tijekom leta podvozje se na većini aviona, nakon uzlijetanja, uvlači u krilo i/ili trup. Aerodinamičke prednosti aviona s uvučenim podvozjem potisnule su u drugi plan dodatnu težinu i zahtjevna konstrukcijska rješenja koja ono nosi. Na fiksnom podvozju koriste se aerodinamičke obloge oko kotača iz kojih proviruje samo donji dio njegove gume.
Ideja o uvlačivom podvozju prvi puta je viđena 1876. godine u planovima za jednu amfibiju a zrakoplovi s barem djelomično uvlačivim podvozjem pojavili su se u kasnim 1920-im. Početkom 1930-ih postaju uobičajeni dio aviona. 
Osnovni dijelovi uvlačivog podvozja prikazani su na slici: 1. glavni cilindar za uvlačenje i izvlačenje, 2. prijelomne upornice, 3. noga s ugrađenim amortizerom, 4. osovina kotača i 5. kotač.

## Mehanizam za upravljanje
Mehanizam za upravljanje koristi se za upravljanje zrakoplovom kada on nije u zraku. Zrakoplovom koji ima repni kotač najčešće se upravlja kočenjem samo lijevog ili samo desnog kotača glavnog podvozja. Zrakoplovi koji umjesto kotača imaju plovke ili skije upravlja se pomoću kormila smjera. Da bi taj način upravljanja bio izvediv oko kormila smjera mora postojati strujanje zraka, što se postiže ili kretanjem zrakoplova ili se na kormilo usmjerava strujanje zraka iza propelera.
Na zrakoplovima s nosnom nogom upravlja se pomoću hidrauličnog sustava koji zakreću dio noge na kojem se nalaze kotači. Pilot upravlja zrakoplovom koristeći nožne pedale iako su na nekim zrakoplovima komande upravljanja vezane za upravljačku palicu.

### Ostali projekti
|  | Wikiknjige imaju gradivo o temi Knjiga pojmova u zrakoplovstvu/L/Podvozje |